# Łukasz Szablewski
Łukasz Szablewski (ur. 5 października 1988 w Świnoujściu) – polski siatkarz, grający na pozycji rozgrywającego. Od sezonu 2019/2020 występuje w drużynie KKS Mickiewicz Kluczbork.